# Spierverslapping
Spierverslapping wordt bereikt door spierverslappers.
Dit zijn, binnen de anesthesie, medicijnen die een blokkade leggen tussen de impulsoverdracht van zenuw naar spier.
Het resultaat zijn verslapte/verlamde spieren waardoor kunstmatige ademhaling of chirurgie mogelijk wordt.
Als de patiënt bijvoorbeeld in de buik wordt geopereerd zou deze zonder spierverslapping zijn darmen door de operatiewond naar buiten kunnen persen waardoor chirurgie lastig wordt.